# Lamourouxia paneroi
Lamourouxia paneroi là loài thực vật có hoa thuộc họ Cỏ chổi. Loài này được B.L. Turner mô tả khoa học đầu tiên năm 1993.